# Betéitiva
Betéitiva – miasto w Kolumbii, w departamencie Boyacá.